# Backstreet Boys: Into The Millenium
Backstreet Boys: Into the Millennium es la segunda residencia del grupo estadounidense Backstreet Boys, realizada en la Sphere de Las Vegas, Nevada. El espectáculo marcó un hito al convertirse en la primera presentación de una boyband en dicho recinto. La residencia tuvo su estreno el 11 de julio de 2025 y está programada para concluir el 3 de enero de 2026. 

## Antecedentes
En febrero de 2025, los Backstreet Boys anunciaron su residencia “Into the Millennium” en la Sphere de Las Vegas, con un total inicial de 9 presentaciones programadas en julio, marcando el 25° aniversario de su álbum Millennium (1999)  . Fueron presentados como el primer grupo pop o boyband en actuar en ese escenario de vanguardia  .
La residencia fue producida por Live Nation, con 21 presentaciones entre julio y agosto anunciadas ante la alta demanda de entradas. Además, se incluyó una reeditada de su clásico, titulada Millennium 2.0, que combinó canciones originales, demos inéditos y el estreno de un nuevo sencillo, “Hey”, lanzado el 14 de febrero de 2025  .
Durante el año previo, los integrantes realizaron una visita de exploración a la Sphere, inspirados por la experiencia de artistas como The Eagles, para diseñar una puesta en escena inmersiva, integrando tecnología visual futurista y efectos inmersivos  .
Por último, los Backstreet Boys hicieron referencia a su residencia previa en Las Vegas, describiendo esta como una evolución que combina “lo más selecto de Millennium” con una experiencia audiovisual sin precedentes en un recinto imponente. En agosto de 2025, 7 nuevas presentaciones fueron anunciadas entre diciembre de 2025 y enero de 2026.

## Setlist
1. "Larger Than Life"
2. "It's Gotta Be You"
3. "As Long As You Love Me"
4. "More Than That"
5. "I Need You Tonight"
6. "Siberia"
7. "Don't Want You Back"
8. "Get Another Boyfriend"
9. "Show Me the Meaning of Being Lonely"
10. "Don't Wanna Lose You Now"
11. "Hey"
12. "The One"
13. "Back to Your Heart"
14. "Spanish Eyes"
15. "No One Else Comes Close"
16. "The Perfect Fan"
17. "All I Have To Give"
18. "Drowning"
19. "Quit Playing Games (With My Heart)"
20. "Shape of My Heart"
21. "I Want It That Way"
22. "Get Down (You're the One for Me)"
23. "We've Got It Goin' On"
24. "The Call"
25. "Everybody (Backstreet's Back)"

## Shows
| Día                     | Recinto | Entradas | Recaudación |
| Parte 1                 | Parte 1 | Parte 1  | Parte 1     |
| ----------------------- | ------- | -------- | ----------- |
| 11 de julio de 2025     | Sphere  |          |             |
| 12 de julio de 2025     | Sphere  |          |             |
| 13 de julio de 2025     | Sphere  |          |             |
| 18 de julio de 2025     | Sphere  |          |             |
| 19 de julio de 2025     | Sphere  |          |             |
| 20 de julio de 2025     | Sphere  |          |             |
| 25 de julio de 2025     | Sphere  |          |             |
| 26 de julio de 2025     | Sphere  |          |             |
| 27 de julio de 2025     | Sphere  |          |             |
| Parte 2                 |         |          |             |
| 1 de agosto de 2025     | Sphere  |          |             |
| 2 de agosto de 2025     | Sphere  |          |             |
| 3 de agosto de 2025     | Sphere  |          |             |
| 8 de agosto de 2025     | Sphere  |          |             |
| 9 de agosto de 2025     | Sphere  |          |             |
| 10 de agosto de 2025    | Sphere  |          |             |
| 15 de agosto de 2025    | Sphere  |          |             |
| 16 de agosto de 2025    | Sphere  |          |             |
| 17 de agosto de 2025    | Sphere  |          |             |
| 22 de agosto de 2025    | Sphere  |          |             |
| 23 de agosto de 2025    | Sphere  |          |             |
| 24 de agosto de 2025    | Sphere  |          |             |
| Parte 3                 |         |          |             |
| 26 de diciembre de 2025 | Sphere  |          |             |
| 27 de diciembre de 2025 | Sphere  |          |             |
| 28 de diciembre de 2025 | Sphere  |          |             |
| 30 de diciembre de 2025 | Sphere  |          |             |
| 31 de diciembre de 2025 | Sphere  |          |             |
| 2 de enero de 2026      | Sphere  |          |             |
| 3 de enero de 2026      | Sphere  |          |             |
| Total                   |         |          |             |